# Pablo Jirón
Pablo Jirón, músico nacido en Granada, Nicaragua.
En 1827, el maestro organista don Pablo Jirón, fue contratado para servir en la iglesia parroquial de la ciudad de Heredia, teniendo la obligación de enseñar a niños en ese arte. Fue el primer maestro organista de quien se tiene conocimiento en Costa Rica, y abrió la primera Escuela de Música de la que se tiene noticia, hecho que cabe ser resaltado por su significado dentro del proceso de desarrollo de la educación musical en ese país.